# Pitcairnia carioana
Pitcairnia carioana är en gräsväxtart som beskrevs av Marx Carl Ludwig Ludewig Wittmack. Pitcairnia carioana ingår i släktet Pitcairnia och familjen Bromeliaceae. Inga underarter finns listade i Catalogue of Life.